# Shang Da Ding
Da Ding (大丁; Dà Dīng) eller Tai Ding (太丁; Tài Dīng), fl. 1500-talet f.Kr., var en prins och möjligen en regent under den kinesiska Shangdynastin.
Da Ding var kung Cheng Tangs äldsta son. Zhong Ren var Da Dings yngre bror och Da Jia var Da Dings son. Enligt Orakelbensskrifterna var även Bu Bing en son till Da Ding, men enligt Shiji var Bu Bing en yngre bror till Da Ding.
Da Ding listats som Shangdynastins andra kung i Orakelbensskrifterna, och tillhörde de av Shangdynastins regenterna i den raka släcktlinjen som senare benämndes ’Större förfäder’ (大示). Detta gav honom den högsta statusen hos sina ättlingar som utövade stor förfädersdyrkan. Enligt det historiska verken Mencius och Shiji avled dock Da Jia innan han tillträtt som regent efter sin faders död. Enligt David S. Nivison var Da Ding landsförvisad av Yi Yin.
Enligt Orakelbensskrifterna efterträddes Da Ding av Da Jia.